# Jess Thorup
Jess Thorup (født 21. februar 1970) er en tidligere professionel dansk fodboldspiller og nuværende cheftræner i den tyske bundesligaklub FC Augsburg.
Han har tidligere været træner for F.C. København, Esbjerg fB, FC Midtjylland og de belgiske klubber KAA Gent og KRC Genk samt det danske U/21-landshold.
Som spiller stillede han op for en række klubber, først og fremmest OB og Esbjerg fB.
Hans hidtil største trænerpræstation var, da han i 2018 vandt den danske superliga med FC Midtjylland med det næsthøjeste pointsnit i Superligaens historie.

## Spillerkarriere
Som fodboldspiller spillede Thorup angriber og spillede for OB, Uerdingen, FC Tirol, Esbjerg fB og Ham-Kam.
Jess Thorup nåede at spille 240 kampe og score 71 mål i sin tid i Esbjerg fB.

## Trænerkarriere
Esbjerg fB
Da Thorup indstillede spillerkarrieren i Esbjerg fB efter efterårssæsonen 2005, blev han assisterende træner for Troels Bech i klubben. Han spillede dog som assistenttræner en enkelt kamp for klubben, da Thorup den 5. november 2006 blev skiftet ind til sin sidste kamp som aktiv spiller med ni minutter igen i en kamp mod Randers FC. Da Troels Bech i november 2008 forlod klubben, overtog Thorup midlertidigt cheftrænerposten i efterårets resterende kampe. Han overtog cheftrænerposten i Esbjerg fB i marts 2011, da klubben stoppede samarbejdet med den hidtidige træner, Ove Pedersen.
Ungdomslandstræner
I 2013 blev Thorup ansat som cheftræner for Danmarks U/20- og det danske U/21 landshold Han førte U21-landsholdet til slutrunden ved EM 2015, hvor holdet nåede semifinalen.
FC Midtjylland
Efter ansættelsen i DBU blev Thorup cheftræner i FC Midtjylland, som han førte til mesterskabet i 2018 efter et tæt mesterskabskapløb mellem Midtjylland og Brøndby IF.
KAA Gent
I oktober 2018 blev han hentet til Gent, der havde fyret den daværende træner efter en serie utilfredsstillende resultater. Thorup sikrede derefter Gent sølvmedaljer i den belgiske liga. Men en sæsonstart med to nederlag i træk var mere, end klubben kunne acceptere, og man opsagde Thorup den 20. august 2020.
KRC Genk
Efter fyringen i Gent blev han omgående ansat hos Gents rivaler KRC Genk. Ansættelsen blev kortvarig, idet F.C. København senere på året i november måned frikøbte Thorup fra kontrakten i Gent.
FC København
Den 2. november 2020 blev det offentliggjort, at FCK havde ansat Thorup som cheftræner som afløser for Hjalte Bo Nørregaard, der som midlertidige cheftræner havde overtaget efter opsigelsen af Ståle Solbakken.
Thorup vandt med F.C. København det danske mesterskab i sæsonen 2021-22. Sæsonen 2022-23 begyndte imidlertid dårligt for F.C. København, og klubben meddelte den 20. september 2022, at klubben havde opsagt samarbejdet med Jess Thorup.
FC Augsburg
Den 15. oktober 2023 blev det offentliggjort, at Thorup havde skrevet kontrakt med den tyske bundesligaklub FC Augsburg. Kontrakten løber til den 30. juni 2025.